# Far'un
Far'un (àrab: فرعون, Farʿūn) és una vila palestina de la governació de Tulkarem, a Cisjordània, 5 kilòmetres al sud de Tulkarem, vora la frontera amb Israel. Segons l'Oficina Central Palestina d'Estadístiques tenia 3.636 habitants el 2016.
El lloc és mostrat en el mapa de Marí Sanuto com a Farona.

## Època otomana
Far'un fou incorporada a l'Imperi Otomà en 1517 amb la resta de Palestina, i en 1596 apareix als registres fiscals com a part de la nàhiya de Bani Sa'b al liwà de Nablus. Tenia una població de 23 llars, totes musulmanes. Els vilatans pagaven un impost fix del 33,3% sobre diversos productes agraris com el blat, l'ordi, els cultius d'estiu, les oliveres, les cabres i els ruscs, a més d'"ingressos ocasionals" i una premsa per a oli d'oliva o raïm; un total de 3,837 akçe. El 9/24 dels beneficis anaven al waqf.
Far'un era marcada com una vila anomenada "Faroun" en el mapa de Pierre Jacotin elaborat durant la invasió de Napoleó en 1799. En 1838, Fer'on fou registrada com una vila cristiana grega a l'àrea de Beni Sa'ab, a l'oest de Nablus.
En 1870 l'explorador francès Victor Guérin registrà que estava situada en un turó i que tenia 500 habitants. En 1882 el Survey of Western Palestine del Fons per a l'Exploració de Palestina la va descriure com «una petita vila en un pendent, a la vora de la plana, amb uns pocs arbres i un pou a l'est. Els habitants són cristians grecs. [..] El nom significa "Faraó", però potser és una corrupció de Pharathoni o Pirathion.»

## Època del Mandat Britànic
Segons el cens organitzat en 1922 per les autoritats del Mandat Britànic, Far'un tenia 341 musulmans, incrementats en el cens de Palestina de 1931 a 456, 450 musulmans i 6 cristians, en 107 cases.
En 1945 la població de Far'un era de 710 habitants, 700 musulmans i 10 cristians, i l'àrea de terra era de 8.851 dúnams, segons un cens oficial de terra i població. 390 dúnams eren plantacions terra de rec, 6,479 usats per a cereals, mentre que 24 dúnams eren sòl edificat.

## Després de 1948
Després de la de la Guerra araboisraeliana de 1948, i després dels acords d'Armistici de 1949, Far'un va restar en mans de Jordània. Després de la Guerra dels Sis Dies el 1967, ha estat sota ocupació israeliana
La superfície total de la ciutat és de 8.800 dúnams, però gairebé la meitat de la terra de Far'un ha estat confiscada per les autoritats israelianes. Actualment té una superfície de 4.333 dúnams, de les quals 495 són urbanitzats. Al voltant del 70% de la terra de la ciutat es plantada amb oliveres, el 5% amb cítrics, guayaba i ametllers.
La major part de la força de treball de la ciutat s'empra a agricultura o treballa a l'interior d'Israel. Far'un és governada per un consell de vila i conté una mesquita, dues escoles, una clínica mèdica i un centre d'atenció infantil. Als afores de Far'un es troba Khirbet Nus Jbeil, construït el 1265, dedicat al líder mameluc Bàybars I.